# تالیا دلاپروتا
تالیا دلاپروتا (انگلیسی: Talia DellaPeruta؛ زادهٔ ۱۹ آوریل ۲۰۰۲) بازیکن فوتبال اهل ایالات متحده آمریکا است.
از باشگاه‌هایی که در آن بازی کرده است می‌توان به سمپدوریا و فاینورد اشاره کرد.
وی همچنین در تیم‌های ملی فوتبال زیر ۱۷ سال و زیر ۲۰ سال زنان ایالات متحده آمریکا بازی کرده است.

## زندگی اولیه و دوران کالج
تالیا دلاپروتا در بیتبورگ، آلمان از پدر و مادری به نام‌های باربارا و آدام دلاپروتا به دنیا آمد. او خواهری کوچک‌تر به نام توری دارد که او نیز بازیکن فوتبال است. او در کامینگ، جورجیا بزرگ شد و در دبیرستان وست فورسایت تحصیل کرد. دلاپروتا در ردهٔ باشگاهی برای باشگاه فوتبال «تاپ‌هت» بازی می‌کرد. او در ژوئیه ۲۰۱۷ به عنوان یکی از بهترین استعدادهای نسل ۲۰۲۰ به دانشگاه کارولینای شمالی پیوست. در سال پایانی دبیرستان، او به عنوان بازیکن آماتور با تیم اف‌سی کلن در بوندس‌لیگای زنان آلمان تمرین کرد.

### تار هیلز کارولینای شمالی، ۲۰۲۰–۲۰۲۳
دلاپروتا از سال ۲۰۲۰ تا ۲۰۲۳ برای تیم فوتبال زنان کارولینای شمالی تار هیلز بازی کرد. او در سال اول خود بازیکن اصلی تیم بود، پنج گل و دو پاس گل ثبت کرد و در تیم منتخب تازه‌واردهای ACC قرار گرفت. او به دلیل مصدومیت و حضور در تیم ملی، شروع فصل دوم و سوم خود را از دست داد. در رقابت‌های NCAA ۲۰۲۲، او در پیروزی‌های متوالی برابر جورجیا، بی‌وای‌یو و نوتردام گلزنی کرد و به صعود کارولینای شمالی به فینال کمک کرد. در سال آخر، او یکی از کاپیتان‌های تیم بود. خواهرش، توری، در دو فصل آخر با او هم‌تیمی بود.

## دوران باشگاهی

### سامپدوریا، ۲۰۲۴
پس از پایان دوران کالج، دلاپروتا به همراه خواهرش توری با باشگاه فوتبال زنان سامپدوریا در سری آ زنان قرارداد امضا کرد. او اولین بازی حرفه‌ای خود را به عنوان بازیکن تعویضی مقابل باشگاه فوتبال زنان آ.ث. میلان در ۱۴ فوریه ۲۰۲۴ انجام داد. در ۱۶ مارس برابر باشگاه فوتبال زنان پومیلیانو، نخستین پاس گل حرفه‌ای خود را به خواهرش داد، که در همان بازی توری چهار گل به ثمر رساند. او اولین گل خود را در باخت برابر میلان در ۲۱ آوریل به ثمر رساند.

### فاینورد، ۲۰۲۴–تاکنون
در ۱ اوت ۲۰۲۴، باشگاه فاینورد هلند با دلاپروتا قرارداد دو ساله‌ای امضا کرد.

## دوران ملی
دلاپروتا در مارس ۲۰۱۶ به اردوی تمرینی تیم زیر ۱۴ سال ایالات متحده دعوت شد و دو ماه بعد به تیم زیر ۱۵ سال فراخوانده شد. او در ترکیب اصلی تیمی قرار گرفت که قهرمان قهرمانی زیر ۱۵ سال کونکاکاف دختران ۲۰۱۶ شد. او سال بعد با تیم‌های زیر ۱۶ و زیر ۱۷ سال تمرین کرد. با تیم زیر ۱۷ سال، او در قهرمانی زیر ۱۷ سال کونکاکاف زنان ۲۰۱۸ به عنوان بازیکن اصلی به میدان رفت و در جام جهانی فوتبال زنان زیر ۱۷ سال ۲۰۱۸ شرکت کرد. سال بعد او به تیم زیر ۱۸ سال دعوت شد و سپس برای تیم زیر ۲۰ سال در دو قهرمانی ۲۰۲۰ و ۲۰۲۲ بازی کرد و در فینال رقابت دوم گلزنی کرد. او در فینال جام ساد زنان ۲۰۲۲، پنالتی برنده را برای تیم زیر ۲۰ سال به ثمر رساند. در سال ۲۰۲۳، او به ترکیب تیم زیر ۲۳ سال برای بازی‌های دوستانه پیش‌فصل برابر باشگاه‌های لیگ ملی فوتبال زنان دعوت شد.